# Governo Cvetković I
Il Governo Cvetković I guidato da Dragiša Cvetković resse il Regno di Jugoslavia dal 5 febbraio 1939 al 26 agosto 1939.

## Composizione
| Carica                                                        | Titolare | Titolare         | Titolare                              | Note |
| ------------------------------------------------------------- | -------- | ---------------- | ------------------------------------- | ---- |
| Presidente del Consiglio dei ministri e ministro dell'interno |          |                  | Dragiša Cvetković                     |      |
| Ministro degli Affari Esteri                                  |          |                  | Aleksandar Cincar-Marković            |      |
| Ministro dell'Esercito e della Marina                         |          |                  | Milutin Nedić                         |      |
| Ministro della Giustizia                                      |          |                  | Viktor Ružić                          |      |
| Ministro della pubblica istruzione                            |          |                  | Stevan Ćirić                          |      |
| Ministro delle finanze                                        |          |                  | Vojin Đuričić                         |      |
| Ministro delle infrastrutture                                 |          |                  | Miha Krek                             |      |
| Ministro del Commercio e dell'Industria                       |          |                  | Jevrem Tomić                          |      |
| Ministro dell'agricoltura                                     |          |                  | Nikola Bešlić                         |      |
| Ministro delle Poste, Telegrafi e Telefoni                    |          |                  | Jovan Altiparmaković                  |      |
| Ministro delle Foreste e delle Miniere                        |          |                  | Ljubomir Pantić                       |      |
| Ministro dei Trasporti                                        |          |                  | Mehmed Spaho (fino al 29/06/1939)     |      |
| Ministro dei Trasporti                                        |          | Džafer Kulenović |                                       |      |
| Ministro delle Politiche Sociali e della Sanità Pubblica      |          |                  | Miloje Rajković                       |      |
| Ministro dell'Educazione Fisica del Popolo                    |          |                  | Đuro Čejović                          |      |
| Ministro senza portafoglio                                    |          |                  | Džafer Kulenović (fino al 29/06/1939) |      |
| Ministro senza portafoglio                                    |          |                  | Ante Mastrović                        |      |
| Ministro senza portafoglio                                    |          |                  | Franc Snoj                            |      |
| Ministro senza portafoglio                                    |          |                  | Branko Miljuš (politico)              |      |
| Ministro senza portafoglio                                    |          |                  | Vojko Čvrkić                          |      |